# .aq
.aq este un domeniu de internet de nivel superior, pentru Antarctica (ccTLD).